# Irena Pawełczyk
Irena Pawełczyk (Katowice, 9 de marzo de 1934) es una deportista polaca que compitió en luge. Ganó una medalla de oro en el Campeonato Europeo de Luge de 1962, en la prueba individual.

## Palmarés internacional
| Campeonato Europeo | Campeonato Europeo    | Campeonato Europeo | Campeonato Europeo |
| Año                | Lugar                 | Medalla            | Prueba             |
| ------------------ | --------------------- | ------------------ | ------------------ |
| 1962               | Weissenbach (Austria) | Medalla de oro     | Individual         |